# サン・ロレンツォ・フオーリ・レ・ムーラ大聖堂
サン・ロレンツォ・フオーリ・レ・ムーラ大聖堂（サン・ロレンツォ・フオーリ・レ・ムーラだいせいどう、イタリア語: Basilica di San Lorenzo fuori le Mura）は、イタリアのローマにあるカトリック教会の大聖堂。ローマの五大バジリカの一つ。
名称は「城壁外の聖ラウレンティウス大聖堂」を意味する。3世紀に殉教した聖ラウレンティウス（ロレンツォ）の墓の上に建設され、ラウレンティウスを記念する教会である。

## 歴史

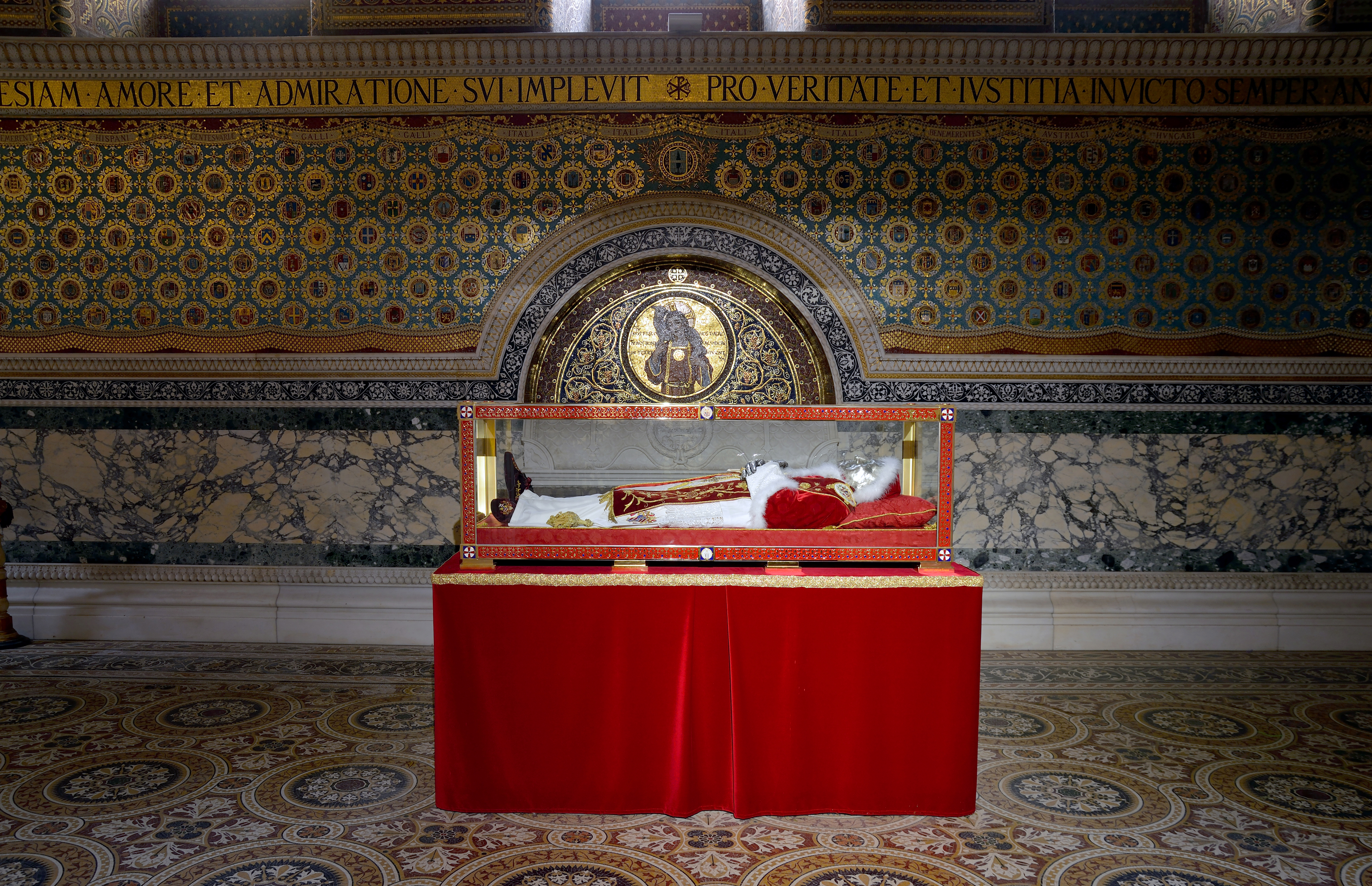
教皇ピウス9世の墓

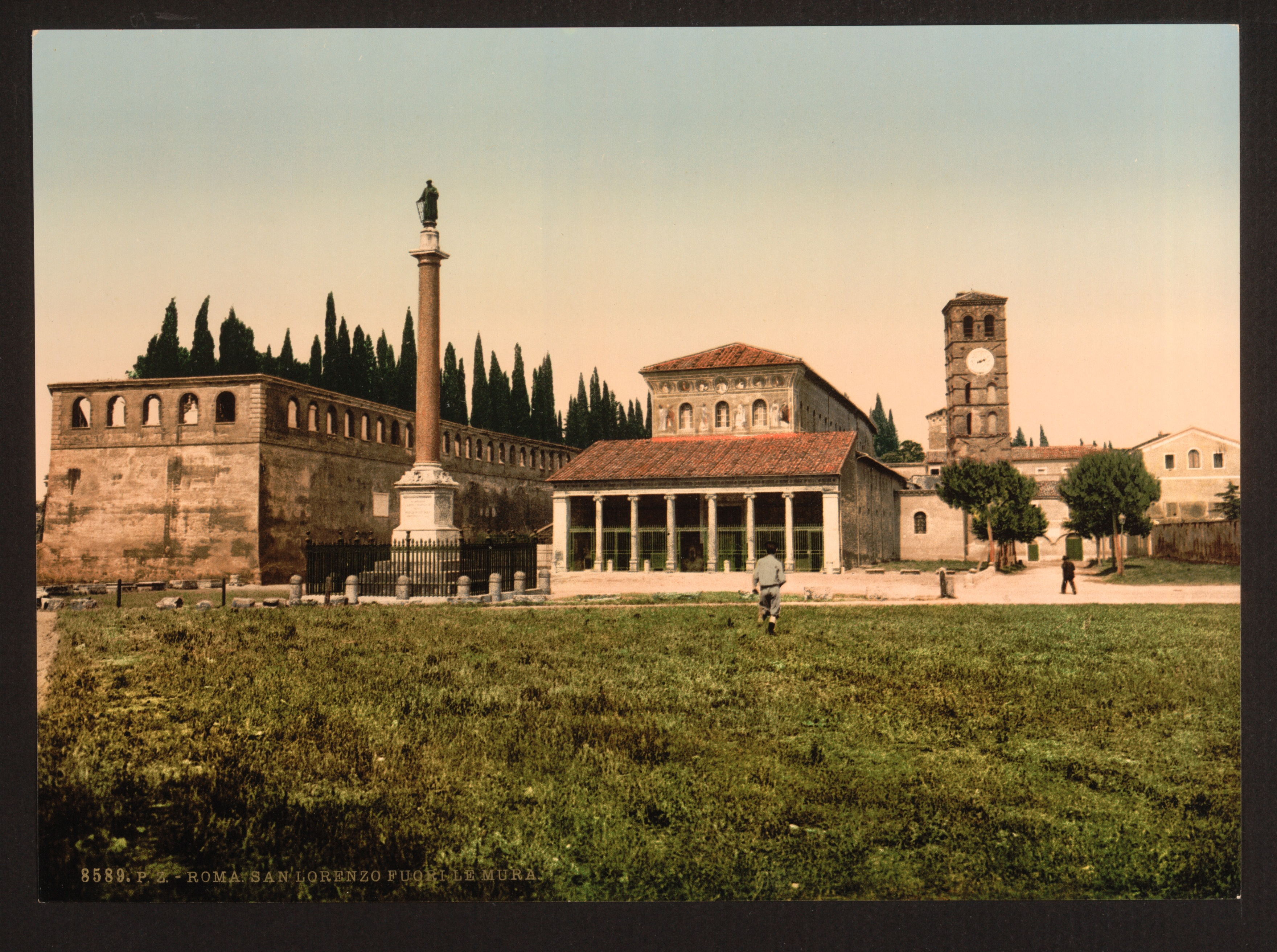
1890年から1900年頃の大聖堂

聖ラウレンティウスは助祭であった人物であり、258年にローマで殉教した7人の殉教者のうちの1人である。
この聖堂はコンスタンティヌス帝がラウレンティウスが殉教したとされる場所に彼の墓をつくり、競技場型バシリカをつくったのが始まりであるとされている。 その後、580年代に教皇ペラギウス2世によって大増築された。13世紀に教皇ホノリウス2世は古い聖堂の前に新たな聖堂をつくった。聖堂は聖人の生涯を描いたフレスコ画で飾られた。その後都市計画の一環として両聖堂を一つにする工事が行われた。この聖堂の地下の発掘作業によって多くの墓が発見されている。
サン・ロレンツォ・フオーリ・レ・ムーラ大聖堂は1374年から1847年までエルサレム総大司教の名義聖堂であった。1943年には連合軍の爆撃によって破壊され、1948年まで修復作業が行われた。この作業で19世紀に付け加えられた装飾は除去されたが、ファサードに描かれていたフレスコ画は修復できなかった。1847年、教皇ピウス9世によってエルサレムにラテン総主教の拠点が再建された。

## 墓所
教皇ピウス9世、EUの父と呼ばれるイタリア首相アルチーデ・デ・ガスペリもここに葬られている。